# DRACO (antiviraal geneesmiddel)
DRACO ("Double-stranded RNA (dsRNA) Activated Caspase Oligomerizer") is groep nog experimentele antivirale geneesmiddelen die door het Massachusetts Institute of Technology wordt onderzocht. De effectiviteit van DRACO tegen een breedspectrum van besmettelijke virussen is aangetoond: Dengue flavivirus, Amapari en Tacaribe arenavirussen, Guama bunyavirus, H1N1 influenza en rinovirus. Bij dierproeven bleek dat DRACO snel en selectief het afsterven veroorzaakt van virus-geïnfecteerde zoogdiercellen, terwijl niet-geïnfecteerde cellen onaangetast blijven. Het is volgens een van de onderzoekers, Todd Rider, nog lang niet duidelijk of en wanneer mensen ervan kunnen profiteren.

## Werking
Net als de natuurlijke afweer, met name het enzym Protein Kinase R (PKR), herkent DRACO de geïnfecteerde cellen tussen de gezonde cellen aan de hand van de lengte en de soort RNA-transcriptie-helices binnen de cel. De meeste virussen produceren lange dsRNA helices tijdens de transcriptie en replicatie, terwijl in gezonde zoogdiercellen in het algemeen die helices hooguit 21-23 basenparen lang zijn. Het binden van meerdere PKR-enzymen aan dezelfde keten dsRNA met een lengte van minstens 30–50 basenparen activeert andere PKR-enzymen en resulteert uiteindelijk in het verhinderen van de translatie van de virale (en cellulaire) eiwitten. Hierdoor kunnen er geen eiwitten meer gemaakt worden en overlijdt de cel.
Net als de natuurlijke afweer veroorzaakt DRACO de dood van de geïnfecteerde cel door middel van het in gang zetten van de apoptose. Bij een normale natuurlijke celdood binden complexen die de moleculen bevatten die de apoptose in gang zetten, gelijktijdig meerdere procaspasen (eiwitten die caspase reguleren). Deze procaspasen transactiveren via eiwitsplitsing en activeren de caspasen. Er volgt een cascade van chemische reacties, de ontstane producten splitsen diverse cellulaire eiwitten, waardoor de cel afsterft. Een natuurlijk voorbeeld is apoptotic protease activating factor 1 (Apaf-1). Sommige virussen zijn al ingespeeld op deze natuurlijke afweer en verhinderen de dood van de geïnfecteerde cel, maar bijna altijd door ingrijpen in een vroeg stadium van de apoptose. Een voordeel van DRACO is dat het op een van de laatste stappen van de apoptose invloed heeft en zo minder gevoelig voor tegenacties van deze virussen.
De combinatie van PKR-activatie en caspase-activatie blijkt geschikt om deze virale tegenmaatregelen te omzeilen. In de meest simpele vorm is DRACO een chiraal eiwit dat aan een kant viraal dsRNA kan binden en aan een andere kant procaspase kan activeren. Wanneer 2 DRACO moleculen aan hetzelfde dsRNA onderling een verbinding aangaan (crosslinken) dan is het lot van de geïnfecteerde cel bezegeld.